# Perdizes
Perdizes là một đô thị thuộc bang Minas Gerais, Brasil. Đô thị này có diện tích 2450,145 km², dân số năm 2007 là 13924 người, mật độ 5,8 người/km².